# ملكة جمال العالم 1956
ملكة جمال العالم 1956 هي مسابقة ملكة جمال العالم السادسة في تاريخ مسابقة ملكة جمال العالم منذ انطلاقتها عام 1951، عقدت المستبقة في 15 أكتوبر 1956 في مسرح لايسيوم في لندن ، المملكة المتحدة. تنافست 24 متسابقة على مسابقة ملكة جمال العالم. توجت بيترا شورمان التي مثلت ألمانيا. تم تتويجها من قبل ملكة جمال العالم 1955 ، سوزانا دويم من فنزويلا.

تميز إعلان الفائزة بلحظة من الارتباك. مُنحت ممثلة الولايات المتحدة الأمريكية صاحبة المركز الثاني بيتي لين شيري، وشاح الفائز للفوز قبل الاحتفال بفترة وجيزة، وأُفيد باختصار أنها كانت الفائزة. في النهاية تم تصنيفها كأول وصيفة، وعلقت على الصحافة قائلة:
| ملكة جمال العالم 1956 | "ثانيتين لا تصنعان الشخص أولاً" | ملكة جمال العالم 1956 |

.

## النتائج

### المراكز النهائية

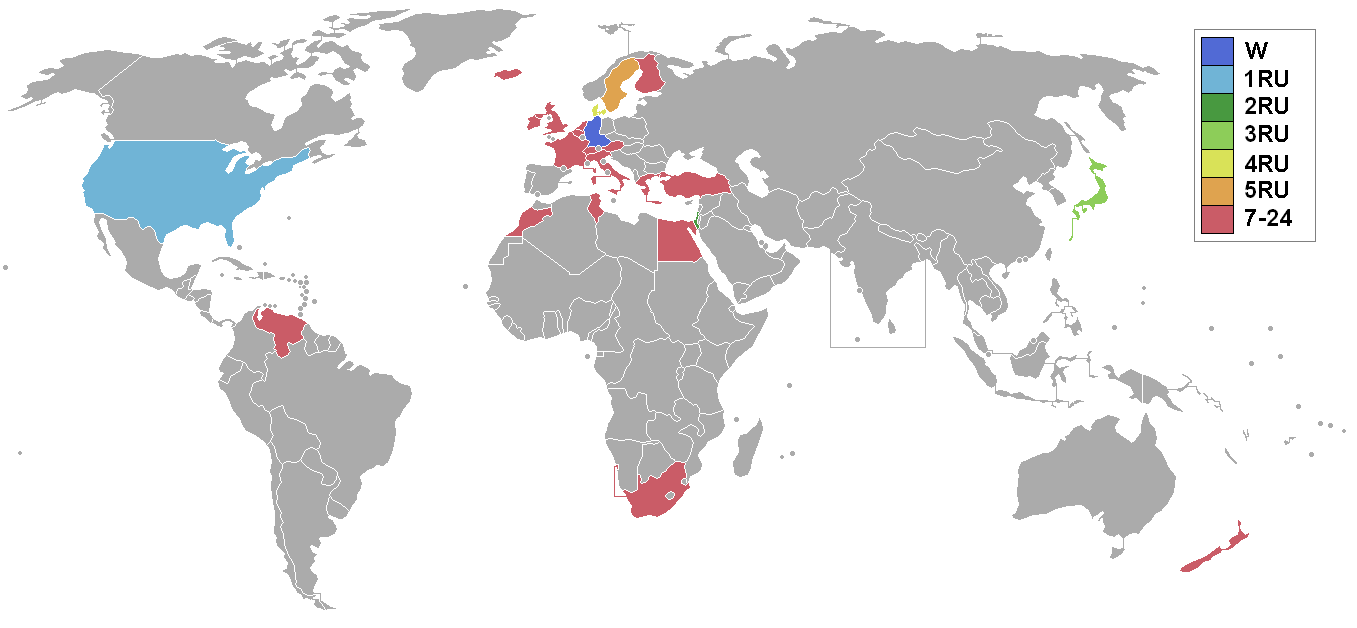
البلدان والأقاليم التي أرسلت المندوبين والنتائج لملكة جمال العالم 1956

| النتائج النهائية      | المتنافسة                          |
| --------------------- | ---------------------------------- |
| ملكة جمال العالم 1956 | - ألمانيا الغربية - بيترا شورمان † |
| الوصيفة الأولى        | - الولايات المتحدة - بيتي لين شيري |
| الوصيفة الثانية       | - إسرائيل - رينا فايس              |
| الوصيفة الثالثة       | - اليابان - ميدوريكو توكورا        |
| الوصيفة الرابعة       | - الدنمارك - آن راي نيلسن          |
| الوصيفة الخامسة       | - السويد - إيفا برين               |

## المتسابقات
- النمسا - مارجريت شيرز
- بلجيكا - مادلين هوتليت
- الدنمارك - آن راي نيلسن
- مصر -نورما دوجو
- فنلندا - سيربا هيلينا كويفو
- فرنسا - جينيفيف سولير
- ألمانيا الغربية - بيترا شورمان †
- بريطانيا العظمى - إيريس أليس كاثلين والر
- اليونان - ماريا بارالوجلو
- هولند - أنس فان بوثوفن
- أيسلندا - أوغستا جودمندسدوتير
- أيرلندا - آمي كيلي
- إسرائيل - رينا فايس
- إيطاليا - أنجيلا بورتالوري
- اليابان - ميدوريكو توكورا
- المغرب - ليديا مارين
- نيوزيلندا - جانيت دي مونتالك
- جنوب أفريقيا - نورما فورستر
- السويد - إيفا برين
- سويسرا - يولاندا دايتويلر
- تونس - باسكالين أغنيس
- تركيا - سونا تكين
- الولايات المتحدة - بيتي لين شيري
- فنزويلا - سيلسا بيري

### ظهر لإول مرة
- اليابان
- المغرب
- نيوزيلندا
- جنوب أفريقيا
- تونس

### عائدات
شاركت آخر مرة في 1954:
- مصر
- سويسرا
- تركيا

### الانسحابات
- أستراليا
- سيلان
- كوبا
- هندوراس
- مونتي كارلو

## الروابط الخارجية
- موقع ملكة جمال العالم الرسمي